# Bohumil Váňa
Bohumil Váňa (17. ledna 1920 Praha – 4. listopadu 1989 tamtéž) byl český stolní tenista.
Bohumil Váňa získal celkem třicet medailí na mistrovství světa, z toho třináct zlatých. To mu zajišťuje druhé místo v historických tabulkách za Viktorem Barnou. Vzhledem k tomu, že dnes se hraje mistrovství světa jednou za dva roky a světová špička je mnohem vyrovnanější, není pravděpodobné, že by byl někdy v budoucnosti překonán někým dalším.
Tato sbírka medailí by byla pravděpodobně mnohem rozsáhlejší, ale na vrcholu jeho kariéry přišla vynucená sedmiletá přestávka způsobená druhou světovou válkou. O jeho jedinečném postavení mezi světovou špičkou svědčí fakt, že část svých titulů získal před válkou a část po ní, jak je vidět z přehledu na konci tohoto článku.

## Kariéra
Bohumil Váňa se ke stolnímu tenisu dostal (jak bylo tehdy obvyklé)[zdroj?] hraním po sálech hospod se svým starším bratrem. Jeho talent byl brzy rozpoznán a Váňa začal docházet na tréninky do herny AC Sparta Praha stolní tenis Praha. Podle svědectví spoluhráčů trénoval na tehdejší dobu neuvěřitelné čtyři hodiny denně - pokud neměl s kým, tak často sám o zeď.
V osmnácti letech porazil na mistrovství světa v Anglii nejprve v semifinále tehdy již pětinásobného mistra světa Viktora Barnu a ve finále úřadujícího mistra světa Richarda Bergmanna. Překvapil tehdy celý svět velice útočným pojetím s forehendovým drivem jako hlavním úderem (což byla v době pálek s obyčejnou vroubkovanou gumou bez houby poměrně nezvyklá taktika)[zdroj?]. Jeho slibně vyhlížející kariéra byla pak přerušena válkou - na rozdíl právě od Barny a Bergmanna nevyužil možnosti odejít do Anglie a pokračovat v hraní na vrcholové úrovni, ale zůstal doma v Čechách.
Po roce 1948 stále ještě reprezentoval a vyhrával, ale začínaly se objevovat problémy. Stolní tenis byl tehdy v Československu amatérský sport a Váňa byl zvyklý vydělávat si na živobytí hraním polooficiálních turnajů po hospodách a exhibicemi. To se v novém socialistickém zřízení ukázalo být nemožné, Váňa pracoval nejprve jako kopáč na stavbě Letenského tunelu, později také jako topič. Tím začala jít jeho výkonnost postupně dolů - navíc se přidala nepříliš dobrá atmosféra[zdroj?] v reprezentačním týmu, kde výsledky přestávaly pozvolna být hlavním kritériem pro nominaci. Do stolního tenisu tehdy také velmi výrazně zasáhl příchod nového typu „japonských“ pálek s houbovými potahy, který vyžadoval poněkud jiný způsob hry.
V roce 1956 dostal nabídku na místo trenéra, která byla podmíněna složením trenérských zkoušek. To jako mnohanásobný mistr světa odmítl a znechuceně odešel z vrcholového stolního tenisu do ústraní. Zemřel zatrpklý a v bídě[zdroj?] v roce 1989.

## Dosažené úspěchy
Mistr světa:
- mužská dvouhra 1938 a 1947 (také dvě stříbrné medaile 1948 a 1949)
- mužská čtyřhra 1947, 1948 a 1951
- smíšená čtyřhra 1937, 1939 a 1951
- mužské družstvo (Československo) 1939, 1947, 1948, 1950 a 1951